# Laleia (Verwaltungsamt)
| \| \| |
|       |

|  |

Laleia ist ein osttimoresisches Verwaltungsamt (portugiesisch Posto Administrativo) in der Gemeinde Manatuto. Der Sitz der Verwaltung befindet sich im Suco Haturalan im Ort Laleia.

## Geographie

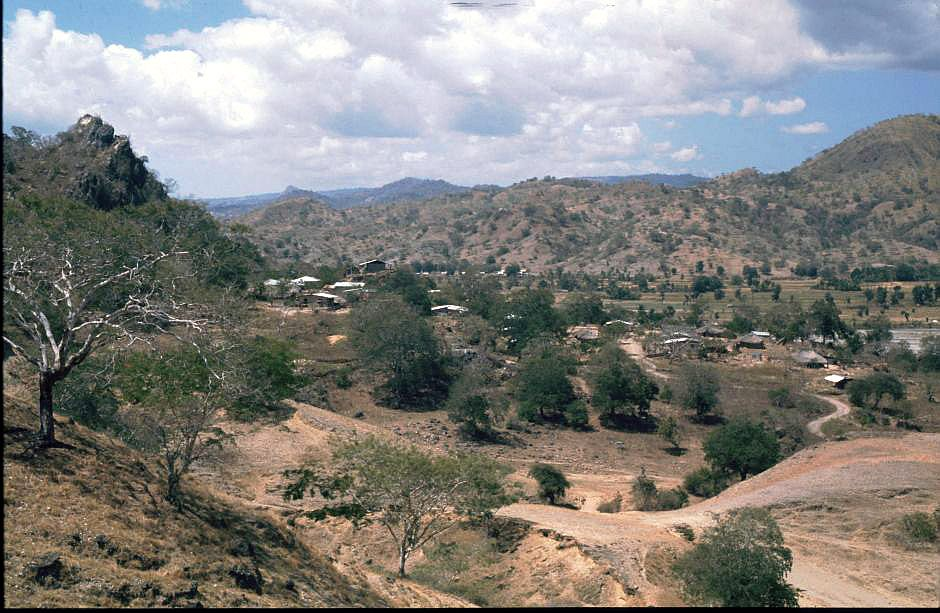
Landschaft bei Laleia im August (Trockenzeit)

Bis 2014 wurden die Verwaltungsämter noch als Subdistrikte bezeichnet.
Das Verwaltungsamt Laleia liegt im Nordosten der Gemeinde Manatuto. Westlich befindet sich das Verwaltungsamt Manatuto, Im Osten grenzt Laleia an die Gemeinde Baucau und im Süden an die Gemeinde Viqueque. Laleia gehört zu den trockensten Regionen Timors. Der Laleia, der mit seinen Nebenflüssen nahezu das gesamte Verwaltungsamt durchzieht, versiegt in der Trockenzeit. Westlich der Mündung des Laleias befindet sich der See Wilisair.
Laleia hat eine Fläche von 226,08 km² und teilt sich in drei Sucos: Cairui, Haturalan (Hatularan) und Lifau.

Klimadaten
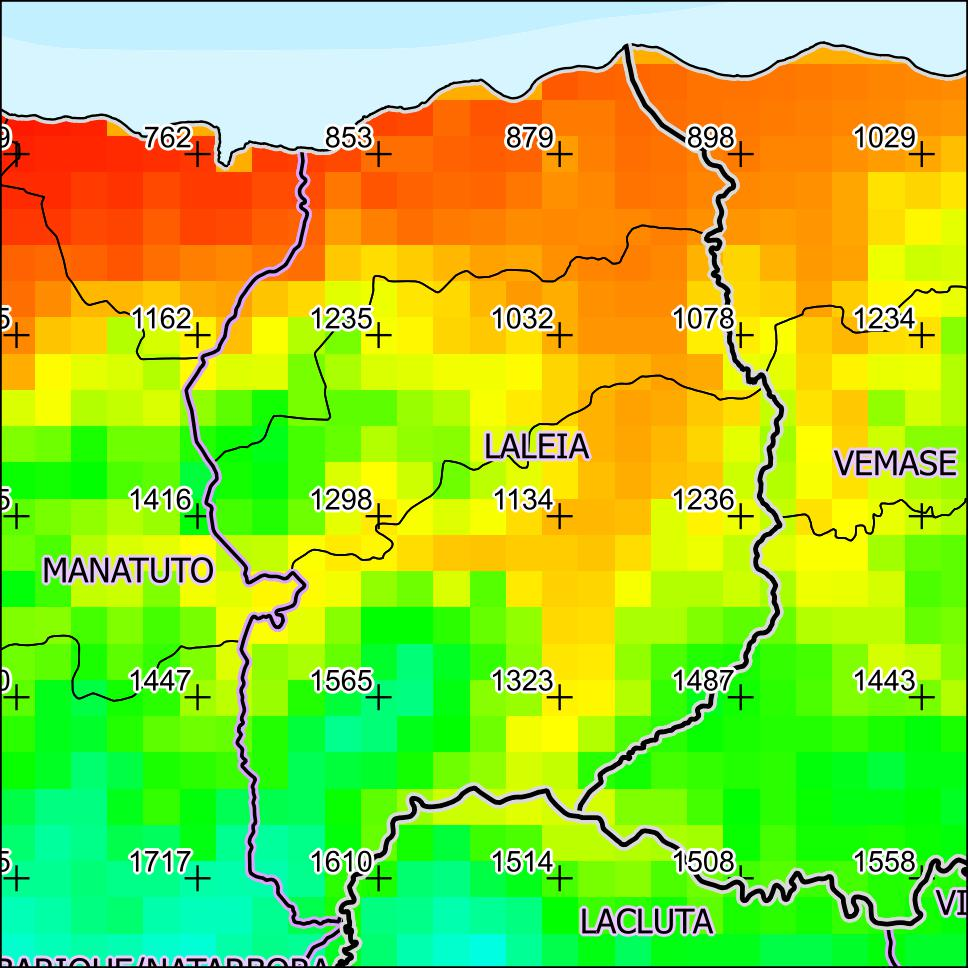
Jährliche Niederschlagsmenge (2000)
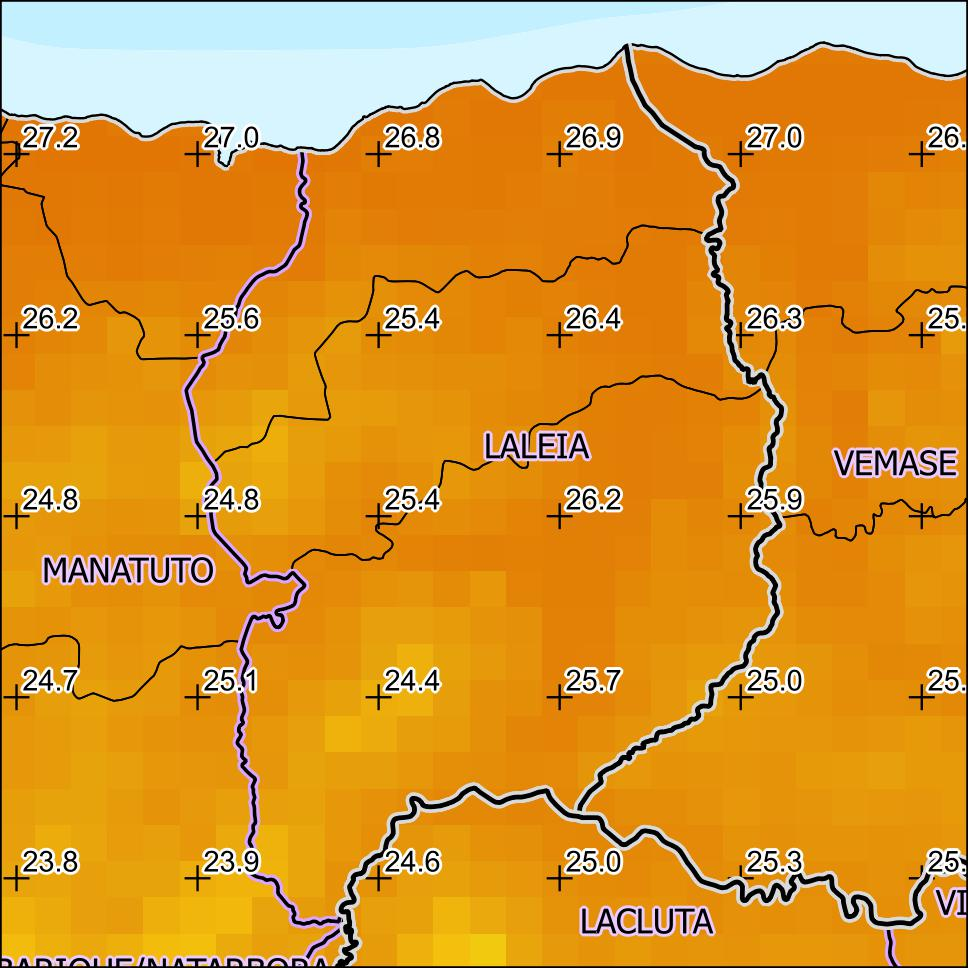
Jahresdurchschnitts-temperatur (2000)

## Einwohner

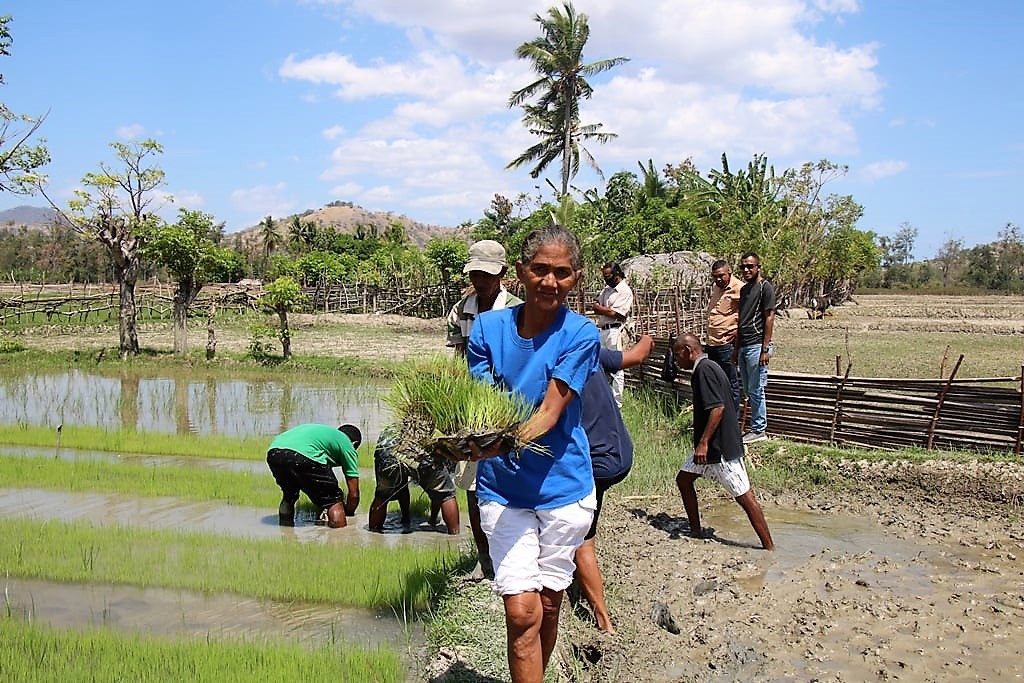
Reispflanzung in Haturalan

In Laleia leben 4.192 Menschen (2022), davon sind 2.120 Männer und 2.072 Frauen. Im Verwaltungsamt gibt es 858 Haushalte. Die größte Sprachgruppe bilden die Sprecher der Nationalsprache Galoli. Der Altersdurchschnitt beträgt 21,9 Jahre (2010, 2004: 20,0 Jahre). Er ist landesweit der höchste aller Verwaltungsamt.

## Geschichte

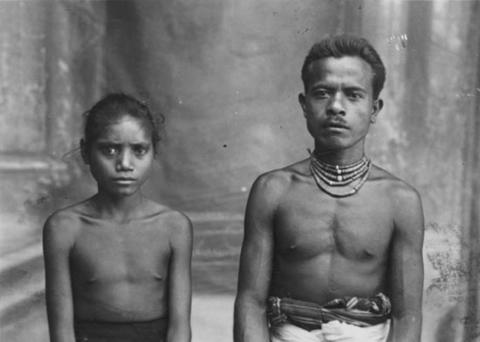
Waimaha aus Laleia (um 1940)

Die ältesten Spuren menschlicher Besiedlung auf Timor sind Stand 2017 zwischen 43.000 und 44.000 Jahre alt. Sie wurden in der Höhle Laili bei Laleia entdeckt.
Laleia und Cairui waren traditionelle Reiche Timors, die von einem Liurai regiert wurden. Sie erscheinen auf einer Liste von Afonso de Castro, einem ehemaligen Gouverneur von Portugiesisch-Timor, der im Jahre 1868 47 Reiche aufführte.
Laleia leistete Portugal 1868 während der Rebellion in Cová Waffenhilfe.
Im Krieg von Laleia zwischen 1878 und 1880 rebellierte Dom Manuel dos Remédios, der Liurai von Laleia, gegen den portugiesischen Gouverneur und die katholische Mission, die seit 1870 in Laleia bestand. Auslöser war die Beschuldigung von Remédios, er habe das Töten von Menschen zugelassen, die der Hexerei beschuldigt wurden. Auch er selbst habe 18 Menschen hingerichtet. Die ersten beiden Angriffe der Portugiesen scheiterten, da die beiden Truppen komplett desertierten. Auch die verbündeten Krieger aus Vemasse flohen und überließen die Portugiesen dem Schicksal, als die Krieger aus Laleia angriffen. Diese töteten aber nur zwei Verräter, die sich unter dem Schutz der Portugiesen gestellt hatten und zogen sich dann wieder zurück. Gouverneur Hugo Goodair de Lacerda Castelo Branco zog darauf Truppen aus den verbündeten Reichen zusammen. Remédios musste Laleia verlassen und fand im verbündeten Laclubar Zuflucht. Von einem befestigten Stützpunkt in den Bergen aus, griffen er und seine Krieger immer wieder Portugiesen und mit ihnen verbündete Reiche an. Es kam zu Gefechten in Vemasse, Ossuquelli und Bucoli. Die Portugiesen mussten dabei herbe Rückschläge hinnehmen. Der Ort Laleia und seine Kirche wurde von Rebellen geplündert und niedergebrannt. Erst mit Unterstützung von zusätzlichen Truppen (teils aus Afrika) und drei Feldgeschützen wendete sich das Blatt. Im Juni 1879 fiel Gouverneur Branco im Reich von Laclubar ein. Die Stützpunkte der Rebellen wurden zwischen dem 18. und 20. Juni dank der Geschütze komplett zerstört und der Liurai von Laclubar gefangen genommen. Remédios entkam zunächst, stellte sich aber schließlich im April 1880. Noch im selben Jahr wurde er in Dili vor Gericht gestellt, dann aber aus Mangel an Beweisen 1881 freigesprochen. Er regierte als Liurai noch bis zu seinem Tod im Juli 1881.
1882 ernannte Gouverneur Bento da França Pinto de Oliveira (1882–1883) Manuel Delgado Ximenes zum Colonel Regente von Laleia, bis die Einheimischen selbst einen neuen Liurai gewählt hätten. Manuel dos Remédios hatte keine Söhne und die weiblichen Erben wollten nicht regieren. Ximenes als Feind der Familie des alten Herrschers, so dass seine Ernennung sehr provokativ war, selbst nur für eine Übergangslösung. Doch Ximenes hatte im portugiesischen Militär eine Reihe von Unterstützern. So kam es zu kleineren Unruhen. Schließlich sollte Dom Braz Feliciano Ribeiro Pires neuer Liurai werden, doch noch immer sperrten sich die Verbündeten von Ximenes. Letztendlich wurde Ximenes ausbezahlt, indem man ihm zum Liurai von Baucau machte. Es gibt widersprüchliche Angaben, ob dies 1884 oder 1887 geschah. Er war der Neffe von Remédios und Sohn von Dona Maria Pires, der ehemaligen Königin von Cowa. Da Braz Feliciano Ribeiro Pires auch mit Joana da Costa dos Remédios, der ältesten Tochter von Manuel dos Remédios verheiratet war, fand Pires die Unterstützung der Adligen von Laleia. Joana hatte das Angebot der Portugiesen, selbst Herrscherin zu werden zugunsten ihres Mannes abgelehnt.
1882 kam es erneut zu Kämpfen zwischen Vemasse und Laleia, wofür der portugiesische Kommandant der Militärkommandantur verantwortlich gemacht wurde. 1888 unterstützte das Reich Laleia die Portugiesen beim Feldzug gegen Faturó und Sarau.
Herrscher von Laleia
- Dom Salvador (1726)

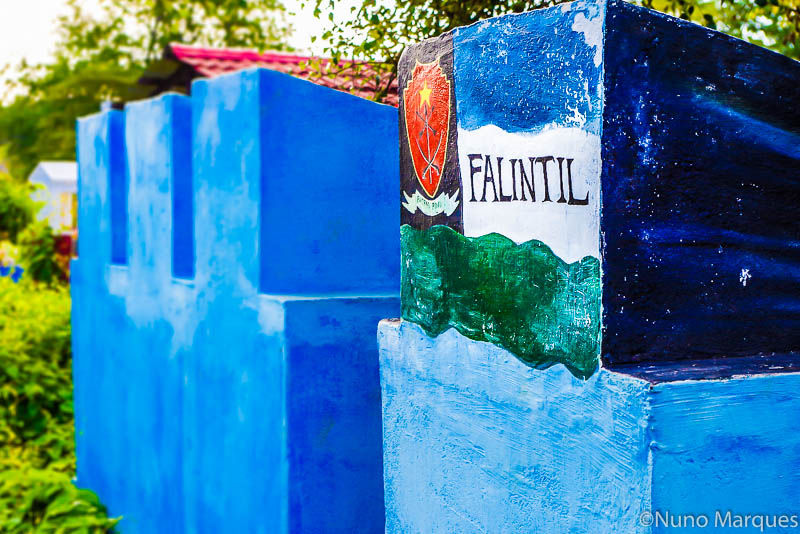
Ehrengrab für die gefallenen FALINTIL-Kämpfer in Laleia

- Dom Domingos da Costa dos Remédios (etwa 1769)
- Dom André Salvador da Costa dos Remedios (1815)
- Dona Jozepha da Costa dos Remedios (1854)
- Dona Lucinda Dias Veira Godinho (etwa 1860)
- Dom Manuel Salvador da Costa dos Remédios (1871-1881†)
- Dom Manuel Delgado Ximenes (1882-1884 oder 1887)[14]
- Dom Braz Feliciano Ribeiro Pires (1884 oder 1887-nach 1895) (Neffe von Dom Manuel Salvador da Costa dos Remédios)

1975 floh die Bevölkerung vor den indonesischen Invasoren aus dem Ort Laleia nach Natarbora. In den verlassenen Ort marschierte die indonesische Armee am 25. Dezember ein und vernichtete die Lebensmittelvorräte. Todesfälle durch Hunger waren die Folge. 1976 war der Subdistrikt ein Rückzugsgebiet der FALINTIL, die gegen die indonesischen Invasoren kämpfte. Hier gründete sie eine base de apoio, eine Widerstandsbasis, die Zuflucht für Flüchtlinge aus Baucau, Manatuto und Viqueque bot. Später wurde die Basis von den Indonesiern zerstört. Ende 1979 befand sich in Lifau ein indonesisches Lager für Osttimoresen, die zur besseren Kontrolle von den Besatzern umgesiedelt werden sollten. Zwischen 1970 und 1980 sank die Bevölkerungszahl des Subdistrikts von 3169 auf 1695.

## Politik

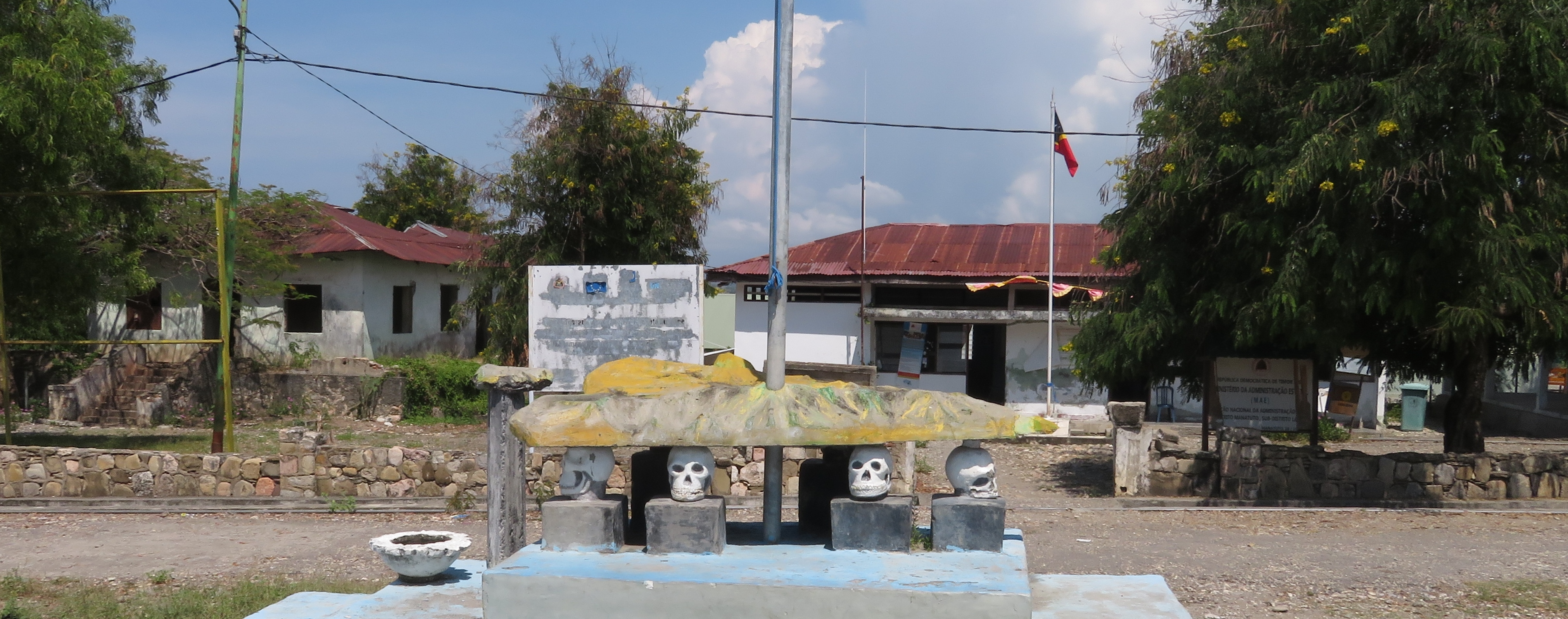
Sitz des Verwaltungsamts am Hauptplatz in Laleia

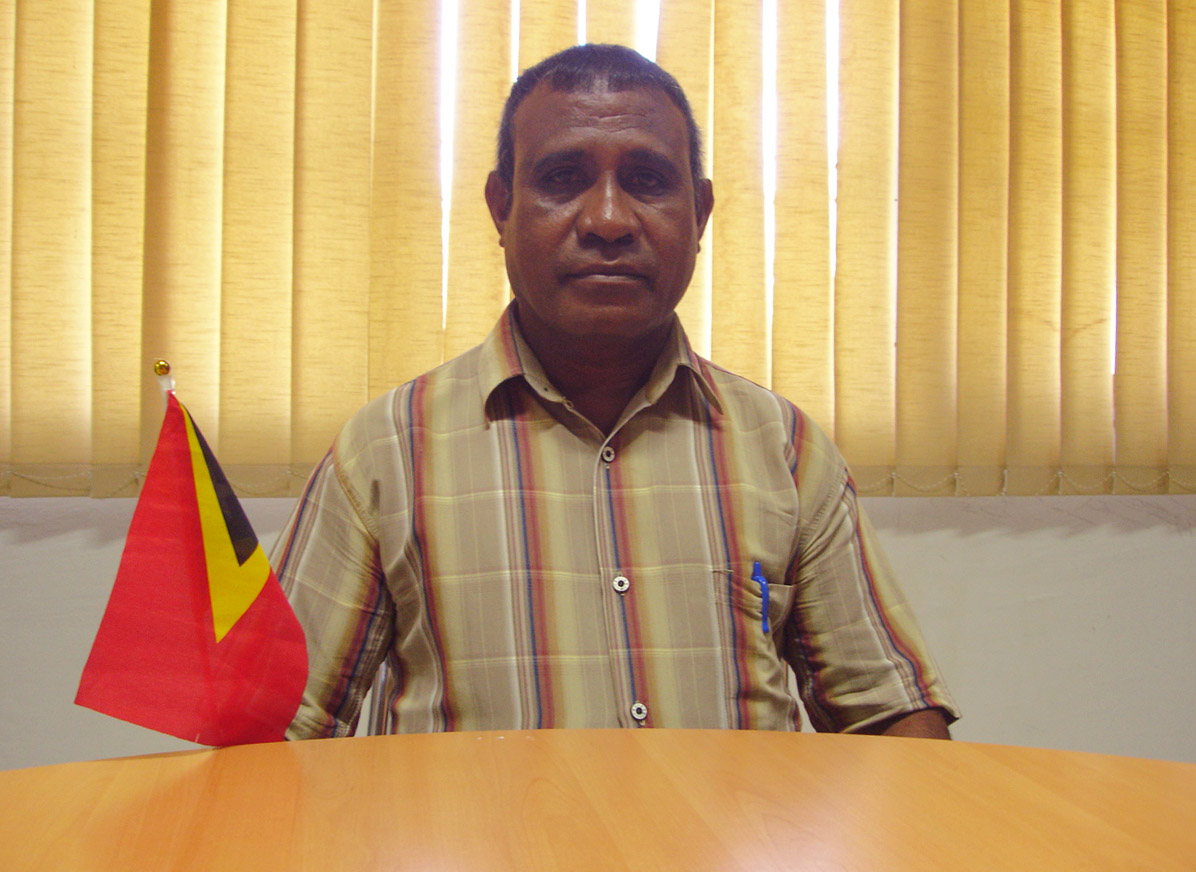
Administrator Basílio Ximenes (2013)

Der Administrator des Verwaltungsamts wird von der Zentralregierung in Dili ernannt. 2015 war dies Basílio Ximenes und 2016 Simão da Costa. 2021 wurde Cosme Ximenes zum Administrator ernannt. Am 9. Januar 2024 wurde Francisco Jacinto Ximenes zum Administrator ernannt.

## Wirtschaft
44 % der Haushalte in Laleia bauen Reis an, 35 % Kokosnüsse, 35 % Mais, 32 % Maniok, 31 % Gemüse und 6 % Kaffee. Im Nordosten finden sich kleine Vorkommen an Gips, Magnesium und Zink.

## Persönlichkeiten
- Xanana Gusmão (* 1946), Freiheitskämpfer und Politiker
- Domingos Francisco de Sousa (* 1947), Freiheitsaktivist, Autor und Diplomat
- Gabriel Soares (* 1971), Politiker

## Partnerschaften
- Covilhã, Portugal[24]